# Песочња
Песочња (рус. Песочня) река је на северозападу европског дела Руске Федерације и десна притока реке Волге и део басена Каспијског језера. Протиче преко југозападног дела Селижаровског рејона на западу Тверске области.
Извире на југозападу Селижаровског рејона на подручју Валдајског побрђа. До половине тока тече у смеру истока, а потом нагло скреће ка северу. Улива се у Волгу код варошице Селижарово. Укупна дужина водотока је 65 km, а површина сливног подручја је 860 km².
Најважнија притока је река Пирошња (53 km).